# André Rollet
André Rollet (Ivry-sur-Seine, 8 ottobre 1905 – Parigi, 19 aprile 1985) è stato un calciatore francese, di ruolo difensore.

## Carriera

### Nazionale
Ha collezionato quattro presenze con la propria Nazionale.